# Kingston (Oklahoma)
Kingston – miasto w Stanach Zjednoczonych, w stanie Oklahoma, w hrabstwie Marshall.